# Giorgio De Simone
Œuvres principales
L'Armonista
Giorgio De Simone, né en 1932 à Milan en Italie, est un journaliste et écrivain italien.

## Biographie
De formation littéraire, Giorgio De Simone fait paraître des articles dans les rubriques « culture » et « sports » des journaux Il Giorno et Avvenire dans les années 1980, avant de se consacrer à la littérature romanesque.

## Œuvre
- Il lettore arrabbiato (essai), éd. Pola, 1976
- La gabbia di carta, éditions Paoline, 1977
- L'escluso, éditions Mondadori, 1980 – prix Endine 1980
- L'incisione, éditions Rizzoli, 1981 – prix de la ville de Penne 1981
- L'Armonista, éd. Rizzoli, 1984 – prix Stresa en 1984 et sélection finale du prix Viareggio 1985
- Il caso Anima, éd. Rizzoli, 1988 – prix littéraire Marie-Christine-de-Savoie 1990
- L'isola dei pantèi, éditions Sellerio, 1998 – prix Latina 1999
- Mondo prossimo, éd. Ares, 2004
- Era un giorno di 32 ore, éd. Sellerio, 2006
- Michele tiene all'Inter ma crede in Dio, éd. Medusa, 2012